# Halicryptus spinulosus
Halicryptus spinulosus — вид приапулід класу Halicryptomorpha.

## Поширення
Вид поширений в на північному сході Атлантики, у Балтійському морі, на північному заході Тихого океану.

## Спосіб життя
Мешкає в збережних водах, не трапляється глибше 200 м. Живе у нірках завдовжки до 30 см; нірки можуть мати декілька отворів. Живиться поліхетами, олігохетами, ракоподібними, планктоном і детритом (вважається незначним джерелом енергії).